# 镇江城
镇江城又称镇江府城，位于中国江苏省镇江市，是明初修建的镇江府府城，1929年后拆除。原址现为环城路。

## 历史
汉末，孙权筑铁瓮城。东晋咸和年间，铁瓮城以东加筑了一座晋陵罗城（当时镇江所在郡名为晋陵郡）。唐文宗太和年间，在铁翁城两侧加建东西夹城。唐僖宗乾符年间，建润州罗城。
明初洪武元年（1368年），镇江卫指挥宋礼主持建造镇江府城，并“甃以砖石”，周长约12华里。故指当代镇江城的模样至明初基本定型。清朝延用、重修。明清时，镇江府城亦是附郭的丹徒县县城。
民国十七年（1928年），国民政府定镇江县为江苏省省会；次年，省政府迁镇江县，是为镇江县县城。后，镇江府城逐步拆除。
当代在镇江市的梦溪路、京河路、中山桥、胜利路等处考古，相继发现明代府城遗迹。1994年，胜利路侨源工地考古发现明代镇江府城西垣遗迹。1994年，中山桥新世纪工地考古清理出府城西垣遗迹。1998年，定波门考古发掘发现定波门瓮城城垣。1999年，标准件厂内考古发现府城北垣遗迹。